# Herina paludum
Herina paludum är en tvåvingeart som först beskrevs av Fallen 1820.  Herina paludum ingår i släktet Herina och familjen fläckflugor. Enligt den finländska rödlistan är arten nationellt utdöd i Finland. Arten är reproducerande i Sverige. Artens livsmiljö är fuktiga gräsmarker, dikesrenar. Inga underarter finns listade i Catalogue of Life.